# Sylvinho
Sylvio Mendes Campos Júnior, beter bekend als Sylvinho (São Paulo, 12 april 1974) is een Braziliaans voormalig profvoetballer en huidig voetbaltrainer. De linkervleugelverdediger speelde voor Corinthians, Arsenal, Celta de Vigo, FC Barcelona en Manchester City. In juni 2010 maakte hij bekend te stoppen met voetballen. Sylvinho bezit naast de Braziliaanse nationaliteit ook de Spaanse nationaliteit, doordat hij getrouwd is met een Spaanse vrouw.

## Clubcarrière
Sylvinho speelde als profvoetballer in Brazilië voor Corinthians (1994–1999). Bij deze club won de Braziliaan de Copa do Brasil (1995), de Campeonato Paulista (1995, 1997, 1998) en de Campeonato Brasileiro (1999). In 1999 vertrok hij naar Arsenal. Na de doorbraak van Ashley Cole op de linksbackpositie bij de Engelse club, kwam Sylvinho op de bank terecht. In 2001 maakte hij daarom de overstap naar Celta de Vigo. In het seizoen 2002/03 scoorde Sylvinho slechts een competitiedoelpunt, maar zijn doelpunt had grote gevolgen. Het betekende een 2–0-overwinning van Celta op FC Barcelona en het was de directe aanleiding voor het ontslag van Louis van Gaal als trainer van Barça. Na de degradatie van deze club naar de Segunda División A in 2004, vertrok Sylvinho voor 2,5 miljoen euro naar FC Barcelona. Hij debuteerde op 17 juli 2004 in de oefenwedstrijd tegen Banyoles. Onder trainer Frank Rijkaard rouleert de Braziliaan met Giovanni van Bronckhorst op de positie van linksachter. In 2005 en 2006 won Sylvinho met de Catalaanse club de Primera División en de Supercopa de España. In 2006 werd bovendien de UEFA Champions League veroverd. Met FC Barcelona won hij in het seizoen 2008/09 opnieuw de Primera División, de Copa del Rey en de UEFA Champions League.

## Interlandcarrière
Sylvinho speelde zes interlands voor het Braziliaans voetbalelftal. Hij debuteerde in 1997 tijdens een oefeninterland tegen Rusland.

## Spelerstatistieken
| Seizoen | Club            | Land     | Competitie                    | Wedstrijden | Doelpunten |
| ------- | --------------- | -------- | ----------------------------- | ----------- | ---------- |
| 1994    | Corinthians     | Brazilië | Campeonato Brasileiro Série A | 3           | 0          |
| 1995    | Corinthians     | Brazilië | Campeonato Brasileiro Série A | 13          | 0          |
| 1996    | Corinthians     | Brazilië | Campeonato Brasileiro Série A | 21          | 0          |
| 1997    | Corinthians     | Brazilië | Campeonato Brasileiro Série A | 22          | 0          |
| 1998    | Corinthians     | Brazilië | Campeonato Brasileiro Série A | 30          | 0          |
| 1999/00 | Arsenal         | Engeland | Premier League                | 31          | 1          |
| 2000/01 | Arsenal         | Engeland | Premier League                | 24          | 2          |
| 2001/02 | Celta de Vigo   | Spanje   | Primera División              | 23          | 0          |
| 2002/03 | Celta de Vigo   | Spanje   | Primera División              | 32          | 1          |
| 2003/04 | Celta de Vigo   | Spanje   | Primera División              | 29          | 0          |
| 2004/05 | FC Barcelona    | Spanje   | Primera División              | 21          | 0          |
| 2005/06 | FC Barcelona    | Spanje   | Primera División              | 26          | 2          |
| 2006/07 | FC Barcelona    | Spanje   | Primera División              | 13          | 0          |
| 2007/08 | FC Barcelona    | Spanje   | Primera División              | 14          | 0          |
| 2008/09 | FC Barcelona    | Spanje   | Primera División              | 15          | 0          |
| 2009/10 | Manchester City | Engeland | Premier League                | 5           | 0          |

## Trainerscarrière

### Brazilië
Op 7 juli 2011 kondigde Sylvinho aan dat hij zou stoppen met voetballen. Hij werd op 27 september 2011 aangesteld als assistent-trainer van Cruzeiro. Na een periode bij Sport Recife en Náutico keerde hij op 5 juli 2013 terug naar Corinthians als assistent-trainer van Tite.
Op 13 december 2014 werd hij door Internazionale aangesteld als assistent-trainer van Roberto Mancini. Op 20 juli 2016 trad hij toe tot het Braziliaans voetbalelftal als assistent-bondscoach van opnieuw Tite. Op 9 april 2019 werd hij aangesteld als bondscoach van Brazilië onder 23, voorafgaand aan de Olympische Zomerspelen van 2020, maar nam de leiding uiteindelijk niet over.

### Olympique Lyonnais
Op 19 mei 2019 werd Sylvinho aangesteld als vervangend trainer van Bruno Génésio bij Olympique Lyonnais. Hij werd op 7 oktober 2019 ontslagen.

### Corinthians
Op 23 mei 2021 werd Sylvinho's terugkeer naar Corinthians als hun nieuwe trainer aangekondigd.

### Albanië
In januari 2023 werd Sylvinho aangesteld als bondscoach van de nationale selectie van Albanië. 
Onder Sylvinho wist Albanië zich op 17 november 2023 voor de tweede keer te kwalificeren voor een eindtoernooi, het EK 2024 in Duitsland.

## Erelijst
Corinthians
- Campeonato Paulista: 1995, 1997, 1999
- Campeonato Brasileiro Série A: 1998
- Copa do Brasil: 1995

 Arsenal
- FA Community Shield: 1999

 FC Barcelona
- Primera División: 2004/05, 2005/06, 2008/09
- Copa del Rey: 2008/09
- Supercopa de España: 2005, 2006
- UEFA Champions League: 2005/06, 2008/09

Individueel
- Premier League PFA Team of the Year: 2000/01